# Pequeno Seminário de Nossa Senhora da Oliveira
O Pequeno Seminário de Nossa Senhora da Oliveira (1891-1911) foi um estabelecimento de ensino religioso sito na cidade de Guimarães, criado por iniciativa parlamentar de João Franco, então deputado eleito pelo círculo de Guimarães. 
A oficialização foi do novo estabelecimento foi feita por Carta Régia, datada de 8 de Janeiro de 1891, e dirigida ao arcebispo de Braga, pela qual se estabeleceu o seguinte:
Art. 6º- " É criado, junto da mesma colegiada, um instituto de instrução pública e gratuita, com a denominação de Pequeno Seminário de Nossa Senhora da Oliveira, que será por vós dirigido e administrado (...)".
No Pequeno Seminário de Nossa Senhora da Oliveira eram ministradas as disciplinas de habilitação para a matrícula no 1.º ano do curso teológico para além de aulas de Princípios de Física, Química e História Natural, Desenho e Música. Esta convivência entre o ensino religioso e liceal fazia com que, paralelamente ao curso normal dos seminários, o novo estabelecimento de ensino pudesse também ser frequentado por alunos não destinados ao sacerdócio, o que na prática correspondia à criação do curso liceal em Guimarães.
Esta convivência manteve-se até à Implantação da República Portuguesa, tendo em 1911, com a separação do Estado e da Igreja, o estabelecimento sido transformado em Liceu, extinguindo-se nele o ensino religioso.